# José Antonio Marcos
José Antonio Marcos (Cangas del Narcea, 2 de febrero de 1958) es un periodista español.
Licenciado en Periodismo por la Universidad Complutense de Madrid. Sus primeros pasos profesionales los dio en los medios de prensa escrita, incorporándose en 1978 a La Voz de Asturias, de donde pasó al Diario de Avisos de Tenerife, hasta que en 1981 inicia su trayectoria en la radio. En este medio ha desarrollado prácticamente toda su carrera.
En 1981 precisamente ingresa en la Cadena SER. Un año más tarde fue asignado a los servicios informativos en los que prestó su servicio durante cuatro décadas.
Durante ese tiempo ha sido director de algunos de los espacios más emblemáticos de la emisora, como Matinal SER (1988-1989), Hora 20 (1989-1993) o los informativos de fin de semana (1993-1994), y subdirector y presentador de Hora 25 (1994-1996). 
Entre 1996 y 2022 estuvo al frente de Hora 14, el informativo de mediodía líder de audiencia.